# Ciò che non dici
Ciò che non dici è un singolo della cantautrice italiana Mara Sattei, pubblicato il 3 dicembre 2021 come secondo estratto dall'album di debutto Universo.

## Video musicale
Il video musicale del brano, diretto da Lorenzo Silvestri e Andrea Santaterra, è stato pubblicato l'8 dicembre 2021 sul canale YouTube della cantante.

## Tracce
Testi di Mara Sattei, musiche di Davide Mattei.
1. Ciò che non dici – 2:54